# In a Lifetime
Ne doit pas être confondu avec In a Lifetime (compilation).
 (juillet 2019).
In a Lifetime est une chanson du groupe irlandais Clannad, enregistrée et publiée en 1985 avec le chanteur du groupe U2, Bono. 
Elle a été écrite par les frères Pól et Ciarán Brennan, et produite par Steve Nye. 
Avec les premières minutes de chants et de sons celtiques.
Un single est publié en janvier 1986, devenant ainsi le troisième single à être extrait de l'album Macalla du groupe irlandais. Il se place bien dans les charts en Irlande, Angleterre, États-Unis et l'Italie ainsi que le Brésil[évasif]. 
Le single sera publié à nouveau en 1989 avec une pochette et un b-side différent, Indoor.

## Vidéo
Une vidéo est tournée en 1986 dans la ville natale de Clannad, Gweedore, dans le Comté de Donegal en Irlande.

## Anthologie éponyme
Le 13 mars 2020, une anthologie regroupant les succès du groupe Clannad sort sous le même nom que la chanson. compilation nommée In a lifetime (en) comporte leurs succès ainsi que deux titres inédits ,.

## Sources
- Source sur sa création.
- Top 17 single au Royaume-Uni en 1986, et 12 semaines dans le top 100,
- top 14 aux Pays-Bas
- top 5 en Irlande
- top 40 aussi en Autriche, en Nouvelle-Zélande, en Belgique...